# Paul Van Zummeren
Paul Van Zummeren (Turnhout, 22 januari 1945 – Oud-Turnhout, 1 november 2002) was een Vlaams journalist en schrijver.
Hij was opgeleid tot onderwijzer maar werd uiteindelijk journalist. Lange tijd was hij in Nederland op de radio te horen; hij werkte bij meerdere landelijke omroepen en vanaf 1976 bij Omroep Brabant. Hij sprak dan over de laatste ontwikkelingen in België, gaf toeristische tips en sloot zijn radiobijdrages vaak af met een oude volkswijsheid of een actuele weerspreuk. Over dit laatste heeft hij ook enkele boeken geschreven (zie bibliografie). Verder is hij nog enige tijd correspondent geweest voor Het Nieuwsblad, dagblad voor Midden-Brabant (voorloper van het Brabants Dagblad).
Paul Van Zummeren leed aan kanker, maar was tot anderhalve maand voor zijn dood nog op de radio te horen. Eind 2002 overleed hij in zijn woonplaats Oud-Turnhout op 57-jarige leeftijd aan die ziekte.

## Trivia
- Paul Van Zummeren kende de heiligenkalender uit zijn hoofd en stierf in 2002 uitgerekend op Allerheiligen.